# 제1회 서울독립영화제
제1회 서울독립영화제는 1975년에 열린 시상식이다.

## 수상 및 후보

### KT&G상상마당상
- 2분 40초 - 한옥희 수상
- 부활 - 이우승 수상

### 기획상
- 과거, 현재 그리고 미래 - 김호연 수상

### 촬영상
- 방황 - 유영무 수상

### 편집상
- 새 거제 - 문수 수상

### YES24상
- 그날 - 강정수 수상
- 민들레 소녀 - 황귀언 수상
- 행주치만 - 이규미 수상